# Северни олинго
Северни олинго или олинго, Габов олинго (Bassaricyon gabbii) је врста сисара из реда звери и породице ракуни (Procyonidae). Врста насељава Централну Америку, а названа је Bassaricyon gabbii у част Вилијама Габа, који је прикупио први примерак.

## Систематика
Недавно је дошло до ревизије систематике рода Bassaricyon, па данас у њему постоје четири признате врсте, а две раније признаване врсте Харисов олинго и чирикијски олинго, данас се сматрају млађим синонимима врсте северни олинго.

## Распрострањење
Ареал врсте је ограничен на мањи број држава. Присутна је у следећим државама: Панама, Костарика и Никарагва, док присуство у Хондурасу и Гватемали није са сигурношћу потврђено.

## Станиште
Станиште врсте су шуме. Присутна је у шумама на надморској висини од 0 па навише, али најчешће се јавља у шумама на надморској висини од 1.000 до 1.700 метара.

## Начин живота
Исхрана северног олинга укључује биљне плодове, нектар, инсекте и бескичмењаке.

## Угроженост
Ова врста је наведена као последња брига, јер има широко распрострањење и честа је врста.